# 歐洲航空公司協會
歐洲航空工業協會(Association of European Airlines) 是擁有22個主要航空公司的貿易機構。其在2016年關閉，結束了60多年的歐洲航空業的代言人身分。 
AEA和其他歐盟機構合作，以確保歐洲航空可以在全球範圍內可持續增長。在2016年解散時，其成員共計運送超過3億旅客及450萬噸貨物，直接提供27萬就業機會。全體成員每日運營飛往140個國家530個目的地的8,000多架次航班，全球營業額共計一千億歐元。 

## 歷史
AEA的歷史可追溯到1952年，當時法國航空、KLM、比利時航空和瑞士航空的總裁組成了一個聯合研究小組，不久之後，BEA（英國航空的前身）和SAS也加入了研究小組。 1954年2月，航空研究局（Air Research Bureau,ARB）在布魯塞爾正式成立。隨後，該機構更名為歐洲航空研究局(European Airlines Research Bureau)，並於 1973 年更名為 AEA。
航空研究局成立後不久，1954年史特拉斯堡歐洲運輸協調會議促成了歐洲民航理事會(ECAC)的成立，並建議與會國鼓勵航空承運人進行合作研究，以促進歐洲航空運輸的有序發展。顯然，AEA完全有能力成為航空業與ECAC對話的代表。
IAG集團所屬的英國航空和西班牙航空以及柏林航空於2015年4月宣布退出AEA。 <ref group="note">這三家均為寰宇一家成員</ref> 不久後英國航空和西班牙航空加入了歐洲低價航空協會(ELFAA) <ref group="note">柏林航空已是該組織會員</ref> 。  義大利航空亦於2015年推出AEA。這些航空都有海灣地區的航空保持著顯著的合作。

## 歷史成員
2016年1月，AEA成員如下： 
| - 愛琴海航空SA - 波羅的海航空 - 法國航空ST - 馬爾他航空 - 奥地利航空SA | - 布魯塞爾航空SA - 盧森堡國際貨運航空 - 克羅埃西亞航空SA - 敦豪航空 - 芬兰航空OW - 冰島航空 | - 荷蘭皇家航空ST - LOT波蘭航空SA - 漢莎航空SA - 卢森堡航空 - 北歐航空ST | - 瑞士國際航空SA - TAP葡萄牙航空SA - 羅馬尼亞航空ST - TNT航空 - 土耳其航空SA - 烏克蘭國際航空 |

（ OW ：寰宇一家成员； ST ：天合聯盟成员； SA ：星空聯盟成员。 ）

## 閱讀更多
- Airlines for Europe (A4E)